# هدون (دوعن)
'

تعديل مصدري - تعديل

هدون هي إحدى قرى عزلة صيف بمديرية دوعن التابعة لمحافظة حضرموت، بلغ تعداد سكانها 282 نسمة حسب تعداد اليمن لعام 2004.